# Lukas Rüegg
Lukas Rüegg (* 9. September 1996 in Russikon) ist ein Schweizer Radsportler, der auf Strasse und Bahn aktiv ist.

## Sportliche Laufbahn
2014 stellte Lukas Rüegg bei den UEC-Bahn-Europameisterschaften der Junioren gemeinsam mit Nico Selenati, Patrick Müller und Martin Schäppi mit 4:11,476 Minuten einen neuen Schweizer-Junioren-Rekord in der Mannschaftsverfolgung auf. 2017 wurde er zweifacher nationaler Meister auf der Bahn, mit Manuel Behringer und Philipp Diaz im Teamsprint sowie mit Claudio Imhof, Patrick Müller, Reto Müller und Nico Selenati in der Mannschaftsverfolgung. Er startete im Rennen der U23 bei den UCI-Strassen-Weltmeisterschaften 2017 im norwegischen Bergen. Im Dezember des Jahres errang er beim dritten Lauf des Bahnrad-Weltcups im kanadischen Milton gemeinsam mit Gino Mäder, Robin Froidevaux und Gaël Suter die Bronzemedaille in der Mannschaftsverfolgung.
Im Jahr darauf gewann Rüegg die Bergwertung beim irischen Etappenrennen Rás Tailteann und belegte in der Gesamtwertung Rang zehn. Im Juni 2018 wurde er bei der Drei-Länder-Meisterschaft im deutschen Unna Schweizer U23-Meister im Strassenrennen.
Lukas Rüegg erzielte im Juni 2019 im Schweizer Bahnvierer mit Théry Schir, Claudio Imhof und Robin Froidevaux in der Mannschaftsverfolgung Bronze an den European Games in Minsk. Beim Lauf des Weltcups 2019/20 in Cambridge gewann der Schweizer Vierer mit Rüegg, Robin Froidevaux, Stefan Bissegger und Claudio Imhof Gold. Bei den Bahneuropameisterschaften 2020 belegte der Schweizer Vierer mit Simon Vitzthum, Claudio Imhof und Dominik Bieler in der Mannschaftsverfolgung Platz drei.

## Erfolge

### Bahn
2014
- Junioren-Europameisterschaft – Mannschaftsverfolgung (mit Nico Selenati, Patrick Müller und Martin Schäppi)

2017
- Schweizer Meister – Teamsprint (mit Manuel Behringer und Philipp Diaz), Mannschaftsverfolgung (mit Claudio Imhof, Patrick Müller, Reto Müller und Nico Selenati)

2018
- U23-Europameisterschaft – Mannschaftsverfolgung (mit Valère Thiébaud, Stefan Bissegger und Robin Froidevaux)
- Europameisterschaft (U23) – Zweier-Mannschaftsfahren (mit Nico Selenati)

2019
- Europaspiele – Mannschaftsverfolgung (mit Robin Froidevaux, Théry Schir und Claudio Imhof)
- Weltcup 2019/20 in Cambridge – Mannschaftsverfolgung (mit Robin Froidevaux, Stefan Bissegger und Claudio Imhof)

2020
- Europameisterschaft – Mannschaftsverfolgung (mit Simon Vitzthum, Claudio Imhof und Dominik Bieler)

2023
- Schweizer Meister – Punktefahren

### Strasse
2018
- Bergwertung An Post Rás
- Schweizer U23-Meister – Strassenrennen